# Johann Pankl
Johann Baptist Pankel, též Pankl (24. června 1794 Gainfarn u Vídně – 27. června 1850 Zaháň) byl legitimní otec Boženy Němcové.

## Život

### Mládí a narození dcery Barbory
Narodil se v Gainfarnu u Vídně jako syn Ferdinanda Pankla a jeho manželky Terezie. Když se v roce 1819 hrabě Karel Rudolf von der Schullenburg oženil s Kateřinou Vilemínou Zaháňskou, vstoupil Johann Pankl do jejich služeb jako kočí.
V matrice narozených vídeňského předměstí Alservorstadt je k datu 4. února 1820 uveden jako otec nemanželské dcery Barbory Novotné, pozdější spisovatelky Boženy Němcové, kterou po svatbě legitimizoval. Moderní výzkumy otcovství Johanna Pankla a datum narození Boženy Němcové zpochybňují.

### Sňatek a pobyt v Ratibořicích
V létě roku 1820 se Pankl spolu s budoucí manželkou Terezií Novotnou, nemanželskou dcerou Barborou a dalším služebnictvem kněžny Zaháňské přesunuli do Ratibořic. V České Skalici se uskutečnila svatba „7. srpna Léta Páně 1820 měli v České Skalici svatbu Johann Pankel z Gainfarnu u Vídně, katolík, 26 let starý, a Terezie Novotná, narozená v Kladsku, katolička, dvacet jeden rok stará, svobodná,“ říká svatební záznam.
Zde začala jeho žena Terezie pracovat jako pradlena. Za obydlí bylo rodině vykázáno panské bělidlo nedaleko skleníku, vpravo od východu z parku. Roku 1825 se k nim nastěhovala matka Terezie, Magdalena Novotná, která byla předobrazem babičky ze stejnojmenné knihy Boženy Němcové. Roku 1830 babička odešla k mladší dceři Johaně a rodina se z panského bělidla přesunula do ratibořického dvora; zde žila do roku 1845 a pak se přestěhovala do Zaháně.
Manželé Panklovi měli celkem třináct dětí – Barboru (pozdější Boženu Němcovou) a dále děti (převážně předčasně zemřelé): Jan Josef (1821–?), Johana (1823–1824), Josef Ludvík (1824–?), Ferdinand Ludvík (1826–1826), August (1827–1828), Konstancie (1829–1836), Marie Teresie (1830–?), Augustin (1832–1834), Adelheida (1833–1834), Adelheida (1835–?), Gustav (1837–?), Otto Vilém (1840–?).

### Pobyt v Zaháni
Ratibořický zámek přešel od roku 1842 na jiné majitele a budoucnost tamních zaměstnanců byla nejistá. Dne 20. dubna 1844 získala v dražbě zaháňské panství nejmladší sestra Kateřiny Vilemíny Zaháňské Dorothea. Ta nabídla místo v Zaháni Johannu Panklovi, který se osvědčil dlouholetou službou u její sestry Kateřiny. Pankl se do Zaháně přestěhoval na jaře 1845 s manželkou a tehdy žijícími dětmi (Adéla, Gustav, Otto Vilém) i již dospělými syny Janem a Josefem. Božena Němcová byla v té době již úspěšnou spisovatelkou a žila s manželem a dětmi v Praze.
V jednom ze svých dopisů zmínila Božena Němcová svou návštěvu Zaháně v polovině dubna 1850. Popsala nemoc Johanna Pankla jako velmi těžkou a vyslovila obavy, že se s ním již neshledá (do Čech se vrátila počátkem května). Dne 27. června 1850 Johann Pankl v Zaháni ve věku 56 let zemřel.

## Zajímavost
V dopise Boženě Němcové z 21. srpna 1850 ohodnotila poslední vévodkyně Zaháňská, Dorothea z Talleyrandu, osobu nedávno zemřelého Johanna Pankla takto (překlad z němčiny):
| „ | Učinila jsem pro ulehčení údělu Vašeho dobrého otce vše, co jsem mohla, upřímně jsem litovala ztráty tohoto věrného služebníka a jeho památku jsem uctila jeho pozůstalým! – To, že za své blízké vděčně oceňujete mou přátelskou náklonnost, dělá Vašemu srdci čest a mně radost. | “ |